# Parník (odbočka)
Parník je odbočka ležící v km 249,074 železniční trati Praha – Česká Třebová mezi stanicemi Dlouhá Třebová a Česká Třebová. Z hlavní trati mířící do osobního nádraží stanice Česká Třebová v Parníku odbočují traťové koleje směřující do odjezdové skupiny a vjezdové skupiny seřaďovacího nádraží téže stanice. Nachází se v severní části České Třebové u místní části Parník.

## Historie
Odbočka vznikla po 2. světové válce v rámci rozšiřování uzlu Česká Třebová a vybudování odjezdové koleje z seřaďovacího nádraží. Do 7. března 2015 byla odbočka obsazena výpravčím, od tohoto dne je trvale neobsazená dopravním zaměstnancem a je dálkově ovládána.

## Popis odbočky
Odbočkou prochází hlavní trať tvořená 1. a 2. traťovou kolejí, vlevo (ve směru od Prahy) odbočuje 4. traťová kolej směrem do odjezdové skupiny (podchází 1. a 2. traťovou kolej a vede zářezem zvaným „Suez“), vpravo odbočuje 3. traťová kolej ve směru do vjezdové skupiny.
Odbočka je vybavena elektronickým zabezpečovacím zařízením 3. kategorie ESA 11. Odbočka je trvale neobsazená dopravním zaměstnancem a je dálkově ovládána z CDP Praha nebo z pracoviště pohotovostního výpravčího v Ústí nad Orlicí, případně ze sousední stanice Dlouhá Třebová (za normálního stavu neobsazena výpravčím). V odbočce jsou celkem tři výhybky, které jsou opatřeny elektrickým ohřevem, který je ovládán automaticky podle informací z teplotního a srážkového čidla. Kromě traťových kolejí je v odbočce jedna odvratná kolej ukončená zarážedlem.